# 915 Cosette
915 Cosette, asteroid glavnog pojasa. Otkrio ga je François Gonnessiat, 14. prosinca 1918.

## Vanjske poveznice
- Minor Planet Center